# Divisione di Saran
Saran è una divisione dello stato federato indiano di Bihar, e ha come capoluogo Chapra.
La divisione di Saran comprende i distretti di Saran (detto anche di Chapra), Siwan e Gopalganj.